# 涟水县人民医院
涟水县人民医院，是中华人民共和国江苏省的一所医院，为二级甲等医院，位于涟水县。涟水县人民医院总床位301张，日门诊量350人次。2012年有职工944人。

## 医院历史
- 涟水县人民医院成立于1950年9月，位于江苏省淮安市涟水县红日大道东首6号。
- 2015年5月19日，东南大学附属中大医院与10所市县医院结成医联体，其中包括涟水县人民医院[4]。
- 2016年12月23日，涟水县人民医院加入淮安市市二院医疗集团[5]。